# Jonathan Blum
Jonathan Blum (Estados Unidos, mayo de 1972) es un escritor estadounidense más conocido por su trabajo para varios spin-offs de Doctor Who, generalmente con su esposa Kate Orman, aunque también ha publicado por su cuenta. Vive en Australia, adonde se mudó después de conocer y enamorarse de Orman en el grupo de noticias Doctor Who rec.arts.drwho (RADW).

## Vida personal
Blum creció en Maryland y asistió a la Universidad de Maryland. Es miembro de la fraternidad de servicio mixto Alpha Phi Omega.

## Trabajo
Blum comenzó como fanático de la serie de televisión de la BBC Doctor Who, y en particular de la gama derivada de novelas New Adventures, y era más conocido por sus discusiones sobre el programa y sus derivaciones en RADW, y también por escribir y protagonizó varias películas de fans como Time Rift, en la que personificó a Sylvester McCoy como el Séptimo Doctor.
Blum ha bromeado diciendo que se metió dormido en el rango de Doctor Who; su primer trabajo profesional acreditado fue Eighth Doctor Adventure Vampire Science de BBC Books (BBC Books, 1997) escrito con su futura esposa Kate Orman, quien ya había se hizo un nombre con varias nuevas aventuras populares. (Él había contribuido con escenas a un par de esos libros, El regreso del padre vivo y La habitación sin puertas, y se le atribuye internamente, pero no en la portada). Desde entonces, ha escrito dos octavas aventuras del doctor más con Orman, Seeing I ( BBC Books, 1998) y Unnatural History (BBC Books, 1999). La novela en solitario de Orman de 2001, El año de los tigres inteligentes, se le atribuyó en el lomo a Orman, pero internamente como "historia de Jonathan Blum y Kate Orman"; Blum proporcionó el esquema completo y varios segmentos intermedios, así como escenas para La caja azul de Orman (BBC Books, 2003).
El trabajo de Blum como escritor en solitario comenzó con el cuento Model Train Set de la primera colección de viajes cortos de la BBC en 1998. También ha escrito la novela Fallen Gods, publicada por Telos Publishing Ltd. en 2003, que fue muy popular y ganó el premio Aurealis. Premio a la mejor novela de ciencia ficción australiana en 2003: la novela se atribuye tanto a Blum como a Orman, pero ambos autores han reconocido que Blum hizo la mayor parte de la escritura y la aportación de Orman fue limitada.
Blum también ha escrito para la gama de aventuras de audio de Big Finish, con The Fearmonger lanzado en 2000. Blum también ha escrito varios cuentos para las colecciones de cuentos cortos de Big Finish, Short Trips e historias y novelas para sus series Bernice Summerfield e Iris Wildthyme.
Ha sido nominado dos veces al Premio Aurealis (ganando una vez) y una vez al Premio Ditmar.
Su otro trabajo novedoso incluye Mediasphere (2015), una novela de Blake's 7 coescrita con Orman, y The Prisoners Dilemma (2005), una novela basada en la serie The Prisoner de Patrick McGoohan, coescrita con su amigo Rupert Booth y con una introducción por J. Michael Straczynski.
Blum también ha escrito y dirigido varios cortometrajes, incluido Audition For Murder, un tributo a la serie australiana de aventuras y parodias Danger 5, que fue aprobada por los productores del programa. En 2003 y 2005, editó dos cortos independientes sin presupuesto de Doctor Who para el fan australiano Andrew Merkelbach, The Curse of the Del Garria y Red. Cada una de las películas recibió una proyección de cine única (separada) en el mismo multicine local de su director, pero ninguna está disponible para comprar o ver. Blum también escribió varios borradores de la producción derivada de Doctor Who, Zygon (2007) de BBV, pero pidió que se eliminara su nombre de los créditos. También dirigió y editó el cortometraje de comedia de terror Bad Reception de Kyla Ward, que se mostró en el Festival Internacional de Cine A Night of Horror, y dirigió varios otros videoclips construidos en torno a la poesía de Ward.